# Nina Kraviz
Nina Kraviz   (Irkutsk, dècada del 1980) és una punxadiscos, productora de música electrònica i cantant russa. Nina Kraviz no és una DJ de música tecno en el sentit clàssic del terme. En comptes de seqüències repetitives i temàtiques, a l'estil Berghain, els seus concerts són una eclèctica sessió d'història de la música amb incursions fugaces en l'acid-house, la música disco, el trance i el drum and bass.

## Trajectòria
Kraviz va estudiar odontologia a Moscou i va ser especialista resident, després va treballar en diferents oficis abans d'iniciar la seva carrera musical: va dirigir un programa a la ràdio local d'Irkutsk i també va fer un fanzín. Va ser acceptada a la Red Bull Music Academy de Seattle el 2005, malgrat no poder-hi assistir, ja que no va poder obtenir el visat, assistint, però, l'any següent a Melbourne. L'any 2008 ja estava punxant una nit per setmana al club Propaganda de Moscou.
Kraviz va publicar el seu disc homònim el febrer de 2012 a través de la discogràfica Rekids. Un reportatge d'ella el març de 2013, «Between The Beats: Nina Kraviz», va cridar l'atenció dels melòmans i va encetar un debat sobre el feminisme i la sexualitat en la música electrònica.
Kraviz va inaugurar el seu segell discogràfic el 2014, anomenat трип («viatge»). Va remesclar el quaranta-vuitè disc de la sèrie DJ-Kicks el gener 2015. L'any 2017 fou escollida la millor punxadiscos del món per la revista MixMag. Segons el periòdic The Guardian: «L'educació musical de Kraviz es va iniciar a la seva ciutat natal i es va desenvolupar a principis dels anys 1990 tot escoltant les emissions de ràdio de música electrònica a la xarxa Europa Plus. A finals d'aquella dècada vivia a Moscou, treballava de dia com a dentista en un hospital de veterans de guerra i mantenia la residència del club els divendres a la nit».

## Discografia

### Àlbums
- Nina Kraviz (Rekids, 2012)

#### Remix albums
- The Remixes (Rekids, 2012)

### EP
- First Time EP (2009)
- Ghetto Kraviz (Rekids, 2011)
- Mr Jones (Rekids, 2013)
- stranno stranno. neobjatno. (2019)

### DJ mixes
- DJ-Kicks (#48) (2015)
- fabric 91 (2016)